# GSC5961-1826
GSC5961-1826 — хімічно пекулярна зоря спектрального класу A2, що має видиму зоряну величину в смузі V приблизно 11,0.